# IC 4252
IC 4252 је елиптична галаксија у сазвјежђу Хидра која се налази на листи објеката дубоког неба у Индекс каталогу.
Деклинација објекта је - 27° 19' 28" а ректасцензија 13h 27m 28,0s. Привидна величина (магнитуда) објекта IC 4252 износи 13,1 а фотографска магнитуда 14,1. IC 4252 је још познат и под ознакама ESO 509-13, MCG -4-32-18, DRCG 28-65, PGC 47150.